# Новий Курдюм
Новий Курдюм (рос. Новый Курдюм) — селище в Кадийському районі Костромської області Російської Федерації.
Населення становить 177 осіб. Входить до складу муніципального утворення Столпінське сільське поселення.

## Історія
У 1936-1944 року населений пункт перебував у складі Івановської області. Від 1944 належить до Костромської області.
Від 2007 року входить до складу муніципального утворення Столпінське сільське поселення.

## Населення
| 2008 | 2010 | 2014 |
| ---- | ---- | ---- |
| 180  | ↘143 | ↗177 |